# Kurt Cobain
Kurt Donald Cobain (Aberdeen, 20 de febrer del 1967 - Seattle, 5 d'abril del 1994) va ser un cantant, compositor i guitarrista estatunidenc, líder de la prominent banda de grunge Nirvana. Cobain no solament va ser el principal compositor de la banda, sinó que va ser també el seu líder i centre espiritual. Amb l'èxit de la banda Cobain es va convertir en una celebritat internacional, una posició incòmoda per a algú que havia declarat que «l'últim que volia ser és famós».
Cobain i Nirvana van contribuir a transformar la música popular en els anys 1990. El 1991, l'arribada de la cançó «Smells Like Teen Spirit» va marcar el començament d'un canvi de l'escena musical, que es va allunyar dels gèneres dominants dels anys 1980, com el glam metal i el dance-pop, i va conduir a l'aparició del grunge i del rock alternatiu. Els mitjans de comunicació musicals van alçar «Teen Spirit» al rang «d'himne d'una generació» i, amb aquest reconeixement, Cobain va esdevenir la veu de l'anomenada Generació X.
Entre altres cançons conegudes seves hi ha «About a Girl», «Come as You Are», «In Bloom», «Lithium», «Heart-Shaped Box», «All Apologies» i «Rape Me».
L'any 2003 la revista Rolling Stone el va considerar com el dotzè millor guitarrista de tots els temps.

## Vida i carrera

### Primers anys de vida
Des de ben petit Cobain va mostrar interès per la música. La seva tieta Mari deia que cantava molt malament. Li agradava cantar cançons de The Beatles com «Hey Jude». Quan tenia set anys li van prescriure metilfenidat per un suposat trastorn per dèficit d'atenció amb hiperactivitat (TDAH). Al llibre de Charles Cross Heavier than Heaven, la seva vídua Courtney Love culpà aquesta droga de l'addicció de Cobain a l'heroïna: «Si ets un nen i et donen aquesta droga que et fa sentir eufòric, a què recorreràs quan siguis adult?»
La vida de Cobain patí un gir inesperat el 1975, als set anys, quan els seus pares es van divorciar, un fet que (tal com diria posteriorment), tindrà un impacte profund en la seva vida. La seva mare va notar que la seva personalitat va canviar dramàticament. En una entrevista de 1993, Cobain va dir: «Recordo sentir-me dolorit per aquesta raó. Estava afligit pels meus pares. Ja no podia enfrontar-me amb alguns amics meus al col·legi, perquè volia desesperadament tornar a tenir la família clàssica, típica, enteneu? Volia estar segur, per això vaig estar ressentit amb els meus pares alguns anys». Després d'estar-se un any amb la seva mare des del divorci, ella i el seu padrastre el van fer fora de casa i es va quedar sol al carrer. Aquí va ser quan dos germans d'uns 11 o 12 anys el van recollir i el van portar a casa. Els germans van preguntar al seu pare si es podia quedar a dormir al sofà, encara que només fos una nit i una nit va ser un any. L'home que s'ocupava d'ell era professor de l'escola d'Aberdeen, i va dir que des del primer dia Kurt es va oferir per ajudar en les tasques de la casa, volia sentir-se útil. Així doncs, se li va assignar feina. Al cap d'un any va viure una temporada sota un pont d'aquest mateix poble. Se'n va anar a Montesano (Washington) per viure amb el seu pare i el van transferir a l'escola de primària Beacon, però al cap d'uns anys la seva rebel·lió juvenil es va convertir en un trastorn per a ell, la seva família i amics. De nen va idealitzar el doble de cinema en accions de risc Evel Knievel i quan feia tercer curs Kurt es va llançar des d'un costat del sostre de la casa a un llit de coixins i teules a terra. En una altra ocasió, va lligar alguns petards a una peça de metall, col·locada al pit, i els va encendre.
Al col·legi no mostrava interès ni en l'esport ni en l'activitat acadèmica, tret de les classes d'art. Passava el temps fent dibuixos relacionats amb els fetus, que li causaven repugnància, curiositat i atracció.
Cobain era amic d'un estudiant homosexual al col·legi, i va patir abusos dels companys homòfobs. Aquesta amistat juntament amb la seva baixa estatura, va fer pensar a alguns que era gay. En una entrevista de Febrer de 1993 amb la revista d'homosexualitat The Advocate, Cobain va al·legar que acostumava a pintar amb esprai la frase «God is Gay» (Déu és gay) en camions als afores d'Aberdeen. En un article el periodista Kevin Allman afirmà que Cobain va ser arrestat el 1985 per pintar «HOMO SEX RULES» en un banc. Això no obstant els registres de la policia d'Aberdeen demostren que la frase per la qual el van arrestar era en realitat «Ain't got no how watchamacallit».
A l'entrevista amb The Advocate, Cobain va admetre que creia ser gay mentre era a secundària, dient: «Definitivament sóc gay en esperit, i probablement vaig poder haver estat bisexual. Però sóc casat, de manera que no hi ha manera de penedir-me’n ara. Això no obstant si no hagués conegut Courtney, probablement hagués portat un estil de vida bisexual». Quan Nirvana va aparèixer a Saturday Night Live el gener de 1992, Cobain i el baixista de Nirvana, Krist Novoselic, fent broma, es van besar durant un comiat mentre passaven els crèdits. (Novoselic i Dave Grohl van repetir després el gest. El segment el van tallar en posteriors retransmissions del xou (no es va tornar a retransmetre), i els crèdits del tancament van ser reemplaçats pels de l'assaig (sense Cobain).
Com a adolescent, amb una vida familiar caòtica i creixent en petits pobles de l'Estat de Washington, Cobain finalment va trobar una fugida dels seus problemes a l'escena punk del nord-oest Pacífic dels Estats Units en assistir a concerts a Seattle. Cobain va formar una amistat duradora amb els músics de Montesano The Melvins, la música dels quals va influir en el so de Nirvana. Cobain tenia una petita K voltada per un escut tatuat en un braç, la insígnia de la discogràfica d'Olympia, K Records, a més de ser la primera lletra del seu nom, va usar aquest logo en algunes de les seves guitarres.
De jove, Cobain va passar molt temps llegint a la llibreria local, explorant obres literàries d'escriptors com S.E. Hinton i William S. Burroughs, les tècniques dels quals va usar algunes vegades per escriure algunes cançons de Nirvana. Finalment, Cobain va tenir l'oportunitat de gravar amb Burroughs una peça parlada que contenia improvisació de guitarra: «The ‘Priest’ They Called Him». Les parts parlades eren fragments d'una de les històries curtes de The Exterminator. Entre altres llibres que van impactar la filosofia de Cobain hi ha: el Manifest SCUM de Valerie Solanas, Els rodamóns del dharma per Jack Kerouac, i El perfum de Patrick Süskind, així com obres de Samuel Beckett, Charles Bukowski, Jon Savage i Camille Paglia.

### Matrimoni
Courtney Love va veure tocar Cobain per primera vegada el 1988. Segons el periodista Everett True, van presentar formalment la parella a un concert de L7 i Bulthole Surfers a Los Angeles el maig de 1991. En les setmanes següents, després de saber de la mà de Grohl que els sentiments eren mutus, Love el va començar a buscar freqüentment. Després de setmanes de trobades i converses a l'autumne de 1991, ambdós van ser vistos junts més sovint. En el temps de presentació de Nirvana a Saturday Night Live a començament de 1992, Love va descobrir que estava embarassada. Uns dies després del final de la gira de Nirvana pel Pacífic, el dilluns 24 de febrer de 1992, Cobain es va casar amb Love a la platja de Waikiki a Hawaii. El 18 d'agost va néixer llur filla Frances Bean Cobain.
Love va ser una mica impopular amb diversos seguidors de Nirvana; els seus crítics deien que utilitzava Cobain com a vehicle per aconseguir fama. Els crítics que comparaven Cobain amb el seu ídol John Lennon, també comparaven Love amb Yoko Ono. Hi ha rumors persistents que diuen que Cobain va escriure la majoria de cançons de l'àlbum Live Throught This de Hole, la banda de Love.
En un article del 1992 de la revista Vanity Fair, Love va admetre que havia usat heroïna mentre (sense saber-ho) estava embarassada, cosa que va comprometre seriosament la seva imatge pública. Encara que l'idil·li de Cobain i Love havia atret els mitjans de comunicació abans que l'article fos publicat, la parella es va trobar freqüentment assetjada per periodistes que volien saber si Frances havia nascut addicta a les drogues. La notorietat de l'article fins i tot va resultar en una investigació feta pels serveis de protecció infantil per mesurar les capacitats de la parella com a pares. Malgrat una quantitat significativa de disputes legals, la investigació finalment es va tancar sense conseqüències per a la parella. Love, amb Cobain, va al·legar que Vanity Fair va prendre les seves paraules fora de context.

### Addicció
Durant la seva vida Cobain va lluitar contra la depressió, la bronquitis crònica i contra un intens dolor físic a causa d'una afectació estomacal crònica que no li va ser diagnosticada, de la qual va buscar diversos anys la causa i el va afectar emocionalment. Li van assegurar que podia ser el resultat d'una escoliosi que va patir a la infància o tenir relació amb l'estrès produït per les gires i esdeveniments a què la banda assistia. Cobain es va automedicar amb heroïna, encara que la seva condició mèdica no va ser la raó principal que va provocar que caigués en l'addicció a les drogues.
Va tenir el seu primer contacte amb les drogues el 1990. Durant alguns mesos va usar la droga casualment, però no en va prendre tant de temps com perquè es convertís en una addicció. Cap a la fi de 1991, el seu ús va començar a afectar la gira de la banda en promoció de Nevermind, i se'l va veure desmaiant-se durant sessions fotogràfiques.
L'addicció a l'heroïna de Cobain es va incrementar amb el pas del temps. A començament de 1992, poc després que havien de ser pares, va decidir seguir una terapia. Després de deixar-la, Nirvana es va embarcar en una gira per Japó i Austràlia, on se'l va veure pàl·lid per la síndrome d'abstinència. Poc després de tornar als Estats Units, l'addicció li va reaparèixer.
Abans d'una presentació al New Music Seminar de Nova York el juliol de 1993, va patir una sobredosi d'heroïna. En lloc de trucar una ambulància, Love va injectar-li una droga (Narcan) que va aconseguir il·legalment per treure'l d'estat d'inconsciència. Unes hores més tard, Cobain va tocar amb Nirvana una de les presentacions més memorables de l'any. El públic no va notar res d'estrany.

### Setmanes finals i mort
Després d'un concert al Terminal Eins a Múnic, l'1 de març de 1994, li van diagnosticar bronquitis i laringitis severa. D'aquí va anar cap a Roma l'endemà per tractament mèdic, on va arribar la seva dona el 3 de març.
L'endemà al matí quan es va despertar, Love va descobrir que Cobain havia patit una sobredosi per una combinació de xampany i rohypnol (Love va obtenir una prescripció per a rohypnol després d'arribar a Roma). El van portar immediatament a l'hospital, i va passar la resta del dia inconscient. Després de cinc dies, Cobain va sortir de l'hospital i va tornar cap a Seattle. Posteriorment, Love va insistir públicament que l'incident va ser el primer intent de suïcidi de Cobain.
El 18 de març, Love va trucar a la policia per informar que Cobain es volia suïcidar i que s'havia tancat en una cambra amb una arma. La policia va anar a la residència i li van confiscar diverses armes i una ampolla de píndoles, que va insistir que no es volia suïcidar i que s'havia tancat per amagar-se de Love. Quan la policia li va preguntar sobre el tema, Love va admetre que Cobain no havia mencionat mai que es volgués suïcidar i que ella no l'havia vist amb una arma.
El 25 de març, Love va convocar una reunió sobre l'ús de drogues de Cobain. Les deu persones que hi va haver aquell dia van incloure músics propers a Cobain, executius de la discogràfica de la banda, i un dels amics més propers de Cobain: Dylan Carlson, d'Earth. L'exrepresentant de Nirvana, Danny Goldberg, va descriure Cobain com «extremadament escèptic» i que «va negar que estigués fent res realment autodestructiu». Tot i així, al vespre Cobain va acceptar entrar en un programa de desintoxicació.
El 30 de març, Cobain va arribar al centre terapèutic Exodus a Los Angeles a Califòrnia. A la tarda de l'1 d'abril, la mainadera de Frances Bean la va portar al lloc per a una visita d'una hora amb el seu pare. Aquella nit Cobain va sortir de l'edifici amb un cigarret, després va escalar una reixa de 1.82 metres d'alt i va deixar el centre. Després va prendre un taxi cap a l'aeroport i va tornar a Seattle. L'endemà es va parar a casa seva, on va conversar amb Michael "Cali" DeWitt, que vivia a la vora. Durant els dies següents va estar recorrent Seattle, però els seus familiars i amics no estaven al corrent del que feia.
El 3 d'abril, Love va contractar l'investigador privat Tom Grant per cercar-lo. L'endemà, Love va denunciar la seva desaparició, omplint el full a nom de la mare de Cobain, però sense el seu permís. A més, va afegir que aquest es volia suïcidar i que portava una arma de foc.
El 8 d'abril de 1994, el cos sense vida de Cobain va ser descobert en una habitació ubicada sobre un garatge a la seva casa dels voltants del llac Washington per l'empleat de Veca Electric Gary Smith. Smith va arribar a la casa aquell matí per instal·lar un sistema elèctric de seguretat i va veure el cadàver pensant que era una nina. Però de seguida va descobrir que una petita quantitat de sang sortia de l'orella dreta de Cobain. Smith va informar que no havia observat cap signe visible d'accident i inicialment va creure que Cobain estava adormit. Smith va trobar el que semblava ser una nota de suïcidi amb un bolígraf en un gerret de flors. Una escopeta, que Cobain va comprar amb l'ajuda de Dylan Carlson, es va trobar al costat del cos. Una autòpsia va concloure que la mort de Cobain va ser el resultat d'una ferida per bala autoinfligida al cap. L'informe estimà que Cobain va morir el 5 d'abril. Així va ser com va passar a formar part de l'anomenat Club 27.

## Influències musicals
Cobain era un devot seguidor dels primers artistes de rock alternatiu. Va fer referència a les seves bandes preferides en entrevistes, donant fins i tot major importància a les bandes que el van influir que a la seva pròpia música. En les entrevistes Cobain parlava d'intèrprets relativament desconeguts pel públic general com The Vaselines, The Melvins, Daniel Johnston, Meat Puppets, Young Marble Giants, Wipers, i The Raincoats. A més, Cobain va ser capaç de convèncer discogràfiques per rellançar àlbums de The Raincoats (Geffen Records) i The Vaselines (Sub Pop). Cobain també va parlar de la influència de Pixies, i comentà les similituds de la música d'aquesta banda i «Smells Like Teen Spirit». A l'entrevista a la revista musical Melody Maker va contar el 1992 que després d'escoltar Surfer Rosa per primer cop el van convèncer de deixar de costat les seves composicions del tipus Black Flag per concentrar-se més en composicions del tipus Iggy Pop i Aerosmith que van aparèixer a Nevermind.
Cobain també va fer esforços per introduir els seus intèrprets preferits en els seus èxits musicals. El 1993 va decidir que necessitava un segon guitarrista que l'assistís a l'escenari. Es va unir, juntament amb Nirvana, amb Pat Smear de la llegendària banda californiana The Germs. El mateix any, quan hi va haver problemes durant els assaigs de tres versions de cançons de Meat Puppets per a la presentació de la banda a MTV Unplugged, Cobain va cridar els líders de la banda, els germans Curt i Cris Kirkwood, perquè pugessin a l'escenari a interpretar cançons.
Mentrestant que Sonic Youth va ajudar Nirvana a guanyar més èxit, Nirvana va intentar ajudar altres artistes. La banda va contribuir amb la cançó «Oh, the Guilt» a un senzill llançat en conjunt amb The Jesus Lizard de Chicago. Això va ajudar a la credibilitat indie de Nirvana i va ajudar al creixement del públic de The Jesus Lizard.
The Beatles van ser una important influència musical en Cobain, que va expressar una admiració particular per John Lennon, que va anomenar el seu ídol en els seus diaris i fins i tot va admetre que la cançó «About a Girl» era essencialment un intent d'escriure una cançó de The Beatles. També va tenir moltes influències del punk, i donava crèdit a bandes com Black Flag i Sex Pistols per la seva actitud i estil artístic.
Malgrat les influències indie de Cobain, el so dels primers anys de Nirvana estava influenciat per bandes de hard rock dels anys 1970, incloent-hi Led Zeppelin, Black Sabbath, i KISS. En aquest temps, la banda tenia l'hàbit regular de tocar versions de cançons d'aquestes bandes. A més Cobain va discutir sobre la influència de bandes com The Knack, Boston, i Bay City Rollers en la seva música.
A més va tenir influències d'artistes d'èpoques anteriors: el concert de Nirvana a MTV Unplugged va acabar amb una versió de «Where Did you Sleep Last Night», una cançó popularitzada per l'artista de blues Leadbelly, un dels intèrprets favorits de Cobain.

## Nirvana
Al seu catorzè anniversari el 1981 son oncle li va proposar com a regal sia una guitarra, sia una bicicleta. Va preferir la guitarra que va comprar al centre musical Rosevear d'Aberdeen. Des d'aquell moment, Cobain va intentar formar bandes amb amics, interpretant cançons d'AC/DC i Led Zeppelin. A la secundària, això no obstant, Cobain va tenir problemes freqüents per trobar algú amb qui tocar, perque cap dels seus amics no tenia talent musical particular. Posteriorment va trobar Krist Novoselic, un devot del punk rock, que vivia a l'altre costat del pont del carrer Young. La mare de Novoselic era propietària d'un saló de bellesa (Maria's Hair Design), de manera que van poder practicar al segon pis de l'edifici ocasionalment. Al cap de pocs anys va intentar un demo casolà (titulat «Illiteracy Will Prevail»), gravat per unes de les primeres bandes que va formar, Fecal Matter. Després de mesos de pensar-ho, Novoselic va acceptar unir-se a Cobain, cosa que va assentar les bases de Nirvana.
Als primers anys com a grup, Novoselic i Cobain van haver de canviar de bateristes. Cap a la fi, Chad Channing es va unir a la banda, amb el qual van gravar Bleach, llançat a Sub Pop Records el 1989. Cobain, això no obstant, no estava satisfet amb l'estil de Channing, i la banda el van reemplaçar per Dave Grohl. La banda va trobar l'èxit amb el seu àlbum debut en una gran disquera, Nevermind (1991), el seu disc més memorable. Va ser un dels discs més influents dels anys 90 i va portar l'estil "grunge" a l'apogeu de la seva revolució.
Cobain va tenir problemes per adaptar-se a l'èxit massiu de Nirvana amb les seves fortes arrels underground. A més, es va sentir perseguit pels mitjans de comunicació fins al punt de comparar-se amb Frances Farmer. Va tenir ressentiments amb persones que deien ser seguidors de la banda, però que no van comprendre el missatge. Un incident que va molestar-lo particularment va implicar dos homes que van violar una dona mentre cantaven la cançó de Nirvana Polly. Cobain va condemnar l'episodi en les notes adjuntes a les versions estatunidenques de la compilació Incesticide, referint-se als agressors com «dues deixalles d'esperma i òvuls».

## Discografia
| Any  | Títol                               | Discogràfica  | Altra informació                                                         |
| 1989 | Bleach                              | Sub Pop       |                                                                          |
| 1989 | Blew                                | Sub Pop       | EP per al mercat francès                                                 |
| 1991 | Nevermind                           | Geffen/Mobile |                                                                          |
| 1992 | Hormoaning                          | Geffen/Mobile | EP. Només a Austràlia i Japó                                             |
| 1992 | Incesticide                         | Geffen        |                                                                          |
| 1993 | In Utero                            | Geffen        |                                                                          |
| 1994 | MTV Unplugged in New York           | Geffen        |                                                                          |
| 1996 | From the Muddy Banks of the Wishkah | Geffen        |                                                                          |
| 2002 | Nirvana                             | Universal     | amb You Know You're Right o Best of                                      |
| 2004 | With the Lights Out                 | Geffen        | 1 DVD i 3 CD                                                             |
| 2005 | Sliver - The Best of The Box        | Geffen        | CD amb 22 temes dels quals 19 són de "With the Lights Out" i 3 d'inèdits |

## Llegat
El 2004, deu anys després de la seva mort apareix Godspeed una biografia en forma de còmic de l'artista Barnaby Legg, Jim McCarthy i Flameboy. El 2005 es presenta a Canes Last Days de Gus Van Sant, una pel·lícula inspirada en Kurt Cobain amb Michael Pitt en el paper d'un músic grunge en plena crisi mental i que escapa de tothom per intentar suïcidar-se.
El 2014, vint anys després de la seva mort, el fotògraf Youri Lenquette recopilà en una exposició de París titulada The last shooting les fotografies que va fer de Nirvana en la seva última sessió. El 2013 Brett Morgen va començar un documental sobre Cobain en col·laboració amb la seva vídua. La pel·lícula amb el títol Cobain: Montage of Heck va ser estrenat l'abril de 2015, on expliquen la vida de Cobain a partir de dibuixos que l'artista feia i d'àudios seus que explicaven com se sentia d'ençà que va començar a fer cançons fins que va ser mundialment reconegut amb el seu grup Nirvana. És un documental que explora les profunditats de la ment del cantant de Nirvana que ajuda a entendre el perquè de les lletres de les seves cançons i la realitat davant d'una fama que ell mai va voler. Entre els entrevistats, destaquen les aparicions de Krist Novoselic i de Courtney Love. La filla del músic, Frances Bean Cobain, n'és la productora executiva.
El 2017 el quintet gironí Nitvana va recrear Unplugged in New York per retre homenatge a Nirvana.